# 卡臘套鱷屬
卡臘套鱷屬（學名：Karatausuchus）是鱷形超目的一屬，生存於侏羅紀晚期（牛津階到啟莫里階）的哈薩克。
目前只有發現一個化石，正模標本（編號PIN 25858/1）是個保存狀態差的完整身體骨骼，是個未成年個體，還保存疑似軟組織的痕跡。化石發現於哈薩克南部的卡臘套山脈。在1976年，蘇聯古生物學家Mikhail Efimov將這個化石進行敘述、命名，模式種是N. sharovi。這個化石帶有超過90顆牙齒，但是化石保存狀態差，因此難以確定可鑑定特徵。這個標本的完整身長估計約16公分。